# Sos del Rey Católico
Sos del Rey Católico (aragónul Sos d'o Rei Catolico) község Spanyolországban,  Zaragoza tartományban. Sos del Rey Católico Javier, Sangüesa, Undués de Lerda, Urriés, Navardún, Petilla de Aragón, Uncastillo, Castiliscar, Carcastillo és Cáseda községekkel határos. Lakosainak száma 585 fő (2024).

## Népesség
A település népessége az utóbbi években az alábbiak szerint változott:
| Lakosok száma | 751  | 740  | 712  | 690  | 646  | 629  | 588  | 590  | 358  | 585  |
|               | 2001 | 2004 | 2007 | 2009 | 2012 | 2014 | 2017 | 2019 | 2022 | 2024 |